# Iuriivka, Vradiivka
Iuriivka (în ucraineană Юр'ївка) este un sat în comuna Huleanîțke din raionul Vradiivka, regiunea Mîkolaiiv, Ucraina.

## Demografie
Componența lingvistică a localității Iuriivka
     Ucraineană (86,47%)
     Română (11,28%)
     Rusă (1,5%)
     Alte limbi (0,75%)
Conform recensământului din 2001, majoritatea populației localității Iuriivka era vorbitoare de ucraineană (86,47%), existând în minoritate și vorbitori de română (11,28%) și rusă (1,5%).